# Macedonica pirinensis
Macedonica pirinensis is een slakkensoort uit de familie van de Clausiliidae. De wetenschappelijke naam van de soort is voor het eerst geldig gepubliceerd in 1954 door S.H.F. Jaeckel.